# 島津斉興
島津 斉興（しまづ なりおき）は、江戸時代後期の外様大名。島津氏27代当主。薩摩藩10代藩主。

## 生涯

### 家督相続
寛政3年（1791年）11月6日、9代藩主・島津斉宣の長男として江戸で生まれた。生母の実家・鈴木家は浪人であったため、斉興の出生後に島津家と鈴木家との間で諍いが起きている。
文化元年（1804年）10月に元服、11代将軍・徳川家斉より偏諱を賜って、初名の忠温（ただよし／ただはる／ただあつ）から斉興に改名。従四位下、侍従兼豊後守に叙任。
文化6年（1809年）6月、近思録崩れの責任を取る形で父・斉宣が祖父・重豪によって強制隠居させられたため、家督を継いで10代藩主となった。しかし藩主になったとはいえ、藩政改革などの実権は重豪に握られていた。
天保4年（1833年）、重豪が89歳で大往生を遂げるとようやく藩政の実権を握り、重豪の代からの藩政改革の重鎮・調所広郷を重用して、財政改革を主とした薩摩藩の天保改革に取り組んだ。藩政改革では調所主導の元、借金の250年分割支払いや清との密貿易、砂糖の専売、偽金作りなどが大いに効果を現わし、薩摩藩の財政は一気に回復した。しかし嘉永元年（1848年）、幕府から密貿易の件で咎められ、責任者の調所は12月に急死した。斉興に責任を及ばさないために1人で罪を被り、服毒自殺したとされる。また対外危機の高まりに際しては、洋式砲術の採用を決め、藩士を長崎に派遣して学ばせたり、鋳製方を設置して大砲の製造などにも着手した。

### お由羅騒動
この頃になると、斉興の跡継ぎをめぐって藩内では争いが起きていた。斉興の成人した男児に正室・弥姫（周子）（鳥取藩主・池田治道の娘）との間に嫡子・斉彬が、側室・お由羅の方との間には五男・久光がいた（次男・斉敏は備前池田家を継いでいた）。本来ならば嫡男の斉彬が継ぐはずであるが、斉興はお由羅とその間に生まれた久光を溺愛し、彼を後継者にしようと考えていた。しかし藩内では聡明な斉彬を後継者に薦める者も少なくなく、嘉永2年（1849年）12月にはお家騒動（お由羅騒動）が勃発した。これは、斉彬の擁立を望む山田清安、高崎五郎右衛門、近藤隆左衛門ら50余名が対立する久光とその生母・お由羅の暗殺計画を謀ったものであるが、事前に計画が露見して自害させられた事件である。その後も藩内では斉彬派と久光派に分かれて対立が絶えなかったが、嘉永4年（1851年）2月、老中・阿部正弘の調停により、斉興は隠居し、斉彬が家督を継ぐ事となったのである。

### 晩年と最期
安政5年（1858年）7月16日、斉彬が先立って50歳で急死すると、斉彬の遺言により藩主を継いだ久光の長男・茂久が若年であることを理由に、再び藩政を掌握。斉彬が計画していた率兵上洛は取りやめ、安政の大獄で京都から薩摩へ逃れてきた月照の保護を拒んだものの、西郷隆盛の身柄については奄美大島に隠し、幕府には西郷の死を偽装した。また集成館事業の縮小を命じるなど復古的な政策を行ったが、安政6年（1859年）9月12日に病死。享年69（満67歳没）。

## 人物・逸話
- 斉興時代に行なわれた改革で薩摩藩は経済発展を果たし、幕末期の財産となったといえる。
- 斉彬を嫌ったのは、正室の弥姫（周子）と仲が悪かったためとも言われている。反対に、弥姫との仲はよかったとも言われている。斉興は周子との間に4男1女を儲けており、うち3人目の諸之助は久光と同じ年の生まれである。文政2年（1819年）に諸之助は死去するが同年に四男の珍之助を生む。翌年珍之助は死去する。実は周子にはお由羅を含む側室たちよりも多くの子を産ませているが、これは薩摩藩では異例なことであった。
- 斉彬の急死に関しては、幕府と対立姿勢を強める斉彬の姿勢に対して不満を持つ斉興による毒殺ともいわれる。しかしながら、斉彬が幕府のいいなりになっていることに不満を感じていた資料が存在している。
- 斉興がなかなか隠居しなかったのは従三位への官位昇進を狙っていた為という。このため、隠居しても官位昇進が可能だと知るとあっさり隠居したという。
- 隠居後も斉彬を後見すること宣言しており、これをやめさせるのに半年かかったという。
- 薩摩切子の名で知られる薩摩藩のガラス製造は、斉興が製薬館を設置した際に、江戸からガラス職人を招いて薬瓶を製造させたことから始まった。
- 若い頃から密教に対する関心が強く、文化7年（1810年）以前に大覚寺の門跡・亮深より「亮忍」の法諱を授けられ、文政5年（1822年）6月には在俗のまま大僧都法印の免状を受けている。また、文政4年（1821年）には寺社奉行を通じて、領内全域の寺社に『法華経』の「普門品」を与えている[2]。

### 島津斉興と「直看秘法」
鹿児島県歴史資料センター黎明館には「玉里島津家資料」の1つとして『直看経作法伝書』と呼ばれる黒漆塗りの函に納められた文書群が存在する。金泥が施された函の蓋の表題および裏蓋に記された目録の文字は斉興本人の直筆であり、蒔絵が施された目録には文政11年2月25日の日付と斉興自身の花押があることから、斉興自身によって作成・保管された文書群であったことが分かる。
斉興は元々島津家に関して独自の歴史観を持っていたことは文政5年（1822年）に自らの草稿を元に木場貞良に整理・作成した『系譜略』（東京大学史料編纂所所蔵）で知られていた。同書下巻の諸言によれば、瓊瓊杵尊から三種の神器とともに代々伝えられてきた歴代天皇の秘法が存在していたが、清和天皇が我が子経基王が臣籍降下する際にこの秘法を授けて経基が「虎ノ巻」と呼び、「虎巻秘法」の名で代々嫡流に伝えられたとする。経基の子孫にあたる源頼朝が「虎巻秘法」を島津忠久（島津家には忠久を頼朝の落胤とする伝承がある）に授け島津家歴代当主によって守られてきたが、島津光久の時代に江戸幕府にそのことを追及されたため「虎巻秘法」は失われたと偽って秘かに「直看秘法」と改めて歴代当主のみが知る「最極甚深秘事」としたと記す。すなわち、斉興は「瓊瓊杵尊以来の歴代天皇の秘法が清和源氏の嫡流である島津家当主によって今日まで継承されている」という主張していたことになる。「直看秘法（虎巻秘法）」の実際の由来など不明な部分もあるが、少なくても斉興はこれを史実として信じて、その実践が島津家歴代当主の勤めと信じていた。
『直看経作法伝書』は斉興が存在を主張する「直看秘法（虎巻秘法）」に関する集大成であり、その中にある『虎巻根本諸作法最口伝規則』という斉興自筆の文書には文政10年（1827年）に硫黄島で八咫鏡が発見され、斉興がこれを入手した時の感慨が記されている。斉興は京都御所（当時）にある八咫鏡は本物ではなく、本物は安徳天皇によって硫黄島に持ち出され、「直看秘法」の実践者である自分が得ることになったと確信し、上山城（現在の城山）に宮を造営して安置したという。安徳天皇の末裔を名乗っていた硫黄島の長浜家（いわゆる「長浜天皇」）には島津家によって中身を持ち出されたとする「開かずの箱」事件が伝えられており、この2つの出来事は対応しているとみられている。
なお、斉興が入手して本物であると主張した八咫鏡とそれを収めた宮の所在は現在では不明となっている。

## 履歴
※日付は旧暦
- 文化元年（1804年）10月、元服。将軍・徳川家斉の1字を与えられ、斉興と名乗る。従四位下に叙し、侍従に任官。豊後守を兼任。
- 文化6年（1809年）6月17日、家督相続。12月16日、左近衛権少将に転任。豊後守兼任留任。
- 文政元年（1818年）12月16日、従四位上に昇叙し、左近衛権中将に転任。豊後守の兼任留任。
- 天保3年（1832年）5月16日、兼任の豊後守から大隅守に改む。
  - 閏11月2日、正四位下に昇叙。左近衛権中将・大隅守留任。
- 天保9年（1838年）12月5日、参議に補任。
- 天保13年（1842年）12月1日、正四位上に昇叙。参議留任。
- 嘉永4年（1851年）2月2日、隠居。
- 安政4年（1857年）12月15日、従三位に昇叙。

※参考＝幕末明治重職補任・附諸藩一覧　東京大学出版会　2016年発行

## 系譜
- 父：島津斉宣（1774-1841）
- 母：佐竹義和の養女 - 鈴木勝直の娘、側室
- 正室：弥姫（周子、賢章院、1792-1824） - 池田治道の娘
  - 長男：島津斉彬（1809-1858）
  - 次男：池田斉敏（1811-1842） - 池田斉政の養子
  - 次女：候姫（1815-1880） - 山内豊熈正室
  - 四男：諸之助（1817-1819） - 早世。文化14年（1817）3月17日生
  - 六男：珍之助（1819-1820） - 早世。文政2年（1819）2月13日生
- 側室：お由羅の方（1795-1866） - 町人の出
  - 三女：智姫（1815-） - 夭折
  - 五男：島津久光（1817-1887） - 種子島久道、島津忠公の養子
  - 七男：唯七郎 - 夭折
- 側室：関根常忠の娘
  - 長女：順姫 - 本多康融正室
- 側室：西成駿の娘
- 婚約者：富 - 松平治郷の娘
- 養子
  - 女子：郁姫（興子、1807-1850） - 島津斉宣の娘、近衛忠煕正室
  - 女子：有馬晴姫（晴雲院、1820-1903） - 島津斉宣の娘、有馬頼永正室
  - 女子：勝姫 - 島津斉宣の娘、松平康寿正室
- 香淳皇后（昭和天皇后）は玄孫、第125代天皇明仁（上皇）は来孫、第126代天皇徳仁（今上天皇）は昆孫にあたる。